# Tercui
El poble de Tercui pertany a l'antic terme de Sapeira, agregat el 1970 al terme municipal de Tremp, administrativament a la comarca del Pallars Jussà, tot i que geogràficament pertany a l'Alta Ribagorça, com tot el conjunt de la Terreta.
Està situat a ponent de l'actual cap de municipi, i a l'extrem sud-oest de l'antic terme de Sapeira. Aturonat a quasi 800 m. alt., domina tota la riba esquerra de la Noguera Ribagorçana.
Entre 1812, a ran de l'aplicació de la Constitució de Cadis, i febrer del 1847, Tercui formà ajuntament, que desaparegué en fixar que el nombre de veïns (caps de família) havia de sobrepassar els 30, per mantenir la independència municipal. En aquell moment s'uní a Sapeira. Tanmateix, en els mateixos butlletins oficials de la província de Lleida hi ha vacil·lacions sobre aquest punt, ja que Tercui (Tercuy, Tercuí, Tercny, Terouy...) de vegades hi és esmentat com si tingués ajuntament propi, d'altres com si ja estigués unit a Sapeira.
L'església parroquial de sant Pere, romànica centra el poble; a més, a un extrem del poble hi ha l'antic monestir de Santa Maria del Puig, fundat per Sant Pere de Rodes. Aquesta parròquia havia pertangut al bisbat de Roda, que més endavant fou integrat en el de Lleida, dins de l'arxiprestat de Tolba. Actualment encara és així, i Tercui, juntament amb tot de pobles de la franja de ponent del Pallars Jussà, entre ells la Clua, pertanyen a la Unitat pastoral 27 d'aquest bisbat, que està regida pel rector d'Areny de Noguera, el qual pertany a la diòcesi de Barbastre-Montsó.
Casa Just és una masia ruïnesa a 748 metres d'altitud situada en un turó que comparteix amb Casa Gaspar, separat del poble de Tercui per la Collada de Bria.

## Etimologia
Segons Coromines (op. cit.), Tercui deriva del preromà tirko, amb el sufix toponímic ibèric -ui, abundant en els pobles pirinencs. És possible que tirko (que dona també enterc) estigui en oposició al poble de Tendrui, que deriva del llatí tener (tendre), amb el qual comparteix, a més del sufix, territori, per la proximitat entre els dos pobles.

## Història
Tercui apareix en el Fogatge del 1553; hi consten 9 focs (uns 45 habitants).
Vers l'any 1900, Tercui tenia 26 cases i 37 habitants. Ja era el principi de la decadència del poblament de la zona. El 1970 hi havia ja només 4 habitants, i el 1981, 1. Després de passar uns anys despoblat, Tercui té el 2006 2 habitants.
El senyoriu del poble requeia en mans del Paborde de Tercui, com a possessió de l'antic monestir depenent de Sant Pere de Rodes que hi havia hagut en aquest lloc.